# Anoectochilus pectinatus
Anoectochilus pectinatus är en orkidéart som först beskrevs av Joseph Dalton Hooker, och fick sitt nu gällande namn av Henry Nicholas Ridley. Anoectochilus pectinatus ingår i släktet Anoectochilus och familjen orkidéer. Inga underarter finns listade i Catalogue of Life.